# Круглый стол (Венгрия)
Венгерские Круглые столы (венг. Kerekasztal-tárgyalások) — ряд упорядоченных переговоров между правящей властью и оппозицией в Венгерской Народной Республике, проведенных летом и осенью 1989 года по уже отработанной польской модели. Результатом переговоров стало соглашение о проведении полностью свободных, многопартийных выборов в парламент, повлекших за собой смену государственного строя в стране.
В 1988 году после ухода в отставку с поста Генерального секретаря Венгерской социалистической рабочей партии Яноша Кадара руководство страны осознавало необходимость отхода от авторитарного режима управления. На конец 1980-х годов в Венгрии не существовало какой-либо организованной оппозиции, однако смена политического климата довольно быстро спровоцировала создание ряда объединений оппозиционной направленности, среди которых можно выделить: «Венгерский демократический форум» и «Союз свободных демократов». Молодое оппозиционное движение не подавлялось режимом, а наоборот использовалась теми или иными его представителями в борьбе за лидерство. На начало 1989 года венгерская оппозиция представляла собой ряд объединений с общей численностью порядка 15 000 человек, находящихся между собой в непростых отношениях. Объединения не оказывали существенного влияния на политическую жизнь страны. Кардинальным образом ситуация изменилась после того, как власти объявили о планах проведения политической реформы. Власть не видела большой угрозы в демократизации страны, рассчитывая на разобщенность оппозиции, делавшую её с точки зрения власти удобным механизмом для манипуляции.
На специальном заседании коммунистическое руководство Венгрии поручило секретарю ЦК Дёрдю Фейти выйти на оппозиционные структуры и найти наиболее удобных властям партнеров для консультаций. В этой ситуации оппозиционеры принимают решение о создании «Оппозиционного круглого стола», тем самым дав понять власти что ей придется иметь дело с единой структурой. Власть принимает данное развитие событий и принимает участие в заседании «Национального круглого стола», однако на переговорах пытается задействовать в качестве отдельной силы представителей гражданского общества, которыми являются аффилированные с компартией структуры (профсоюзы и т. д.). Однако оппозиционеры дают понять, что переговоры носят двусторонний характер с правящей партией и ни кем больше.
Результатом переговоров стали договоренности по пяти ключевым вопросам: изменение Конституции, создание Конституционного суда, функционирование многопартийной системы, проведение многопартийных выборов Национального собрания, изменения в уголовно-процессуальный кодекс, направленные на разделение партии и государственного аппарата. Свободные выборы были назначены на начало марта 1990 года, общие организационные и процессуальные вопросы их проведения также были определены за круглым столом.